# Symbole de période après ouverture
Pour les articles homonymes, voir PAO.

Symbole de période après ouverture indiquant un produit qui doit être utilisé dans les douze mois.

Le symbole de période après ouverture ou symbole PAO est un symbole graphique qui identifie la durée de vie utile d'un produit cosmétique après la première ouverture de son emballage. Il représente ainsi un pot de cosmétique neutre ouvert avec un nombre de mois ou d'années écrit en dessous.
En effet, dans l'Union européenne, les produits cosmétiques dont la durée de conservation est d'au moins 30 mois ne sont pas tenus de porter une date de péremption connue comme la date de durabilité minimale (DDM). Au lieu de cela, il doit y avoir une indication du délai après ouverture pour lequel le produit peut être utilisé sans causer de préjudice au consommateur.

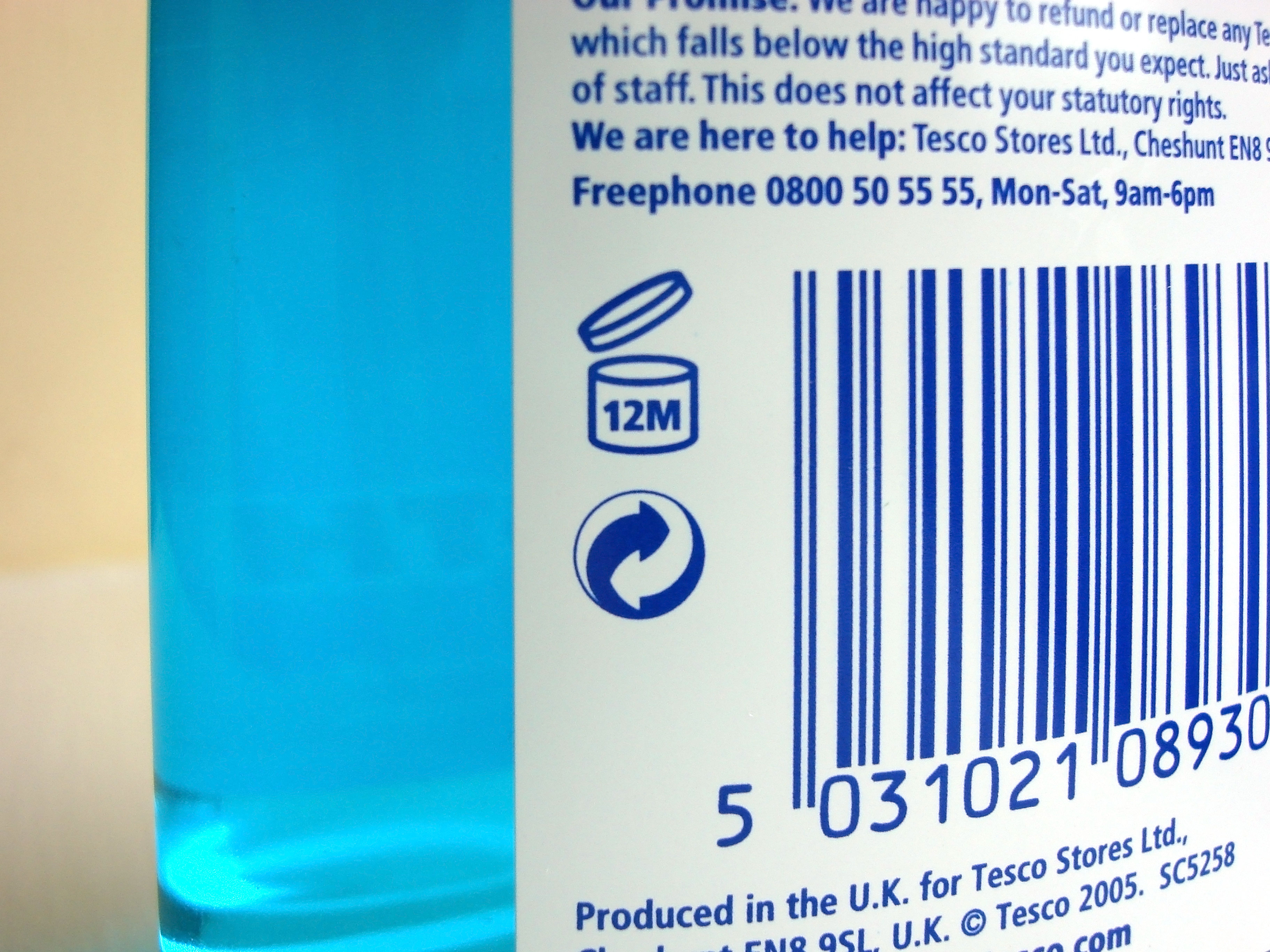
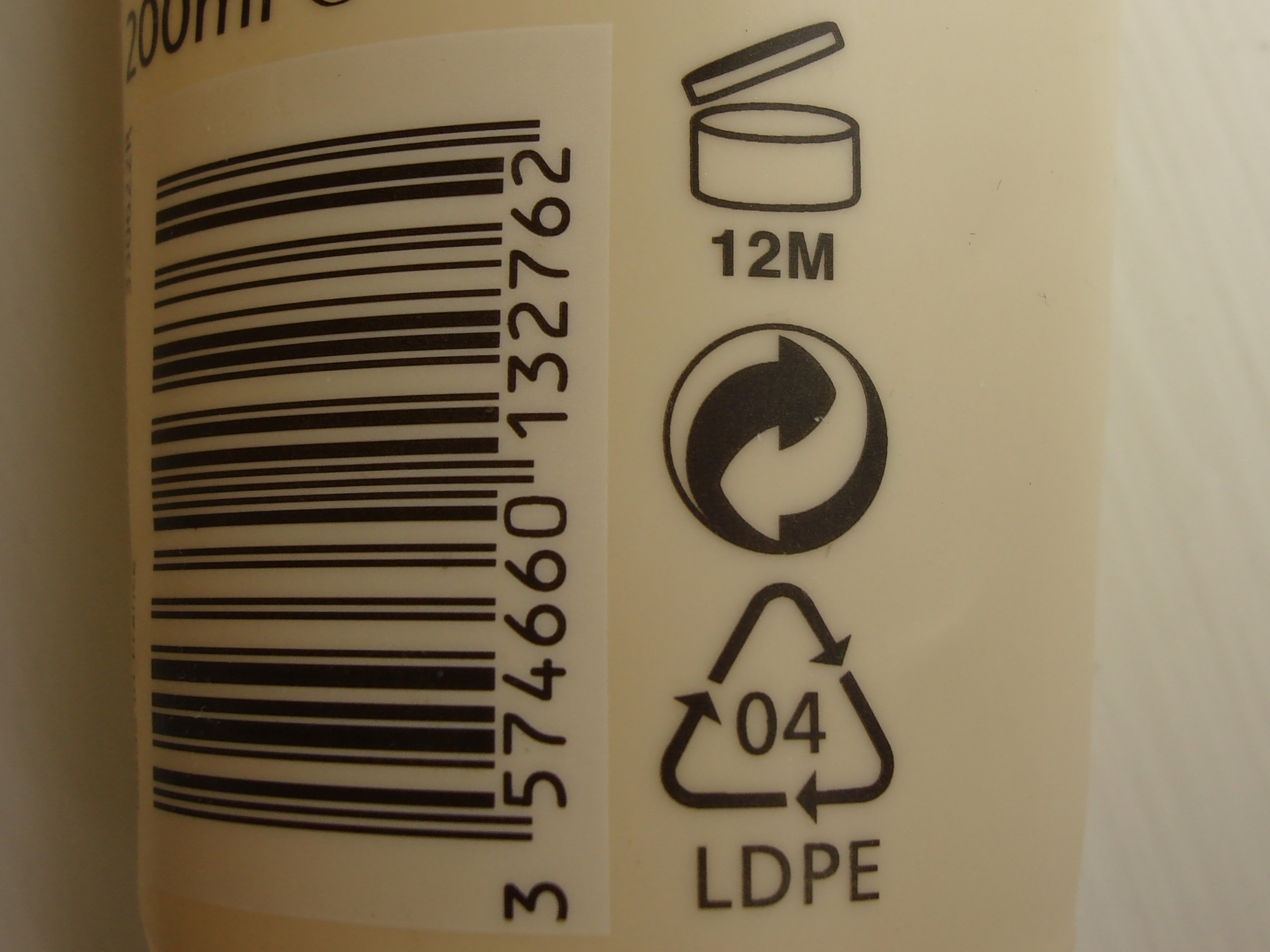
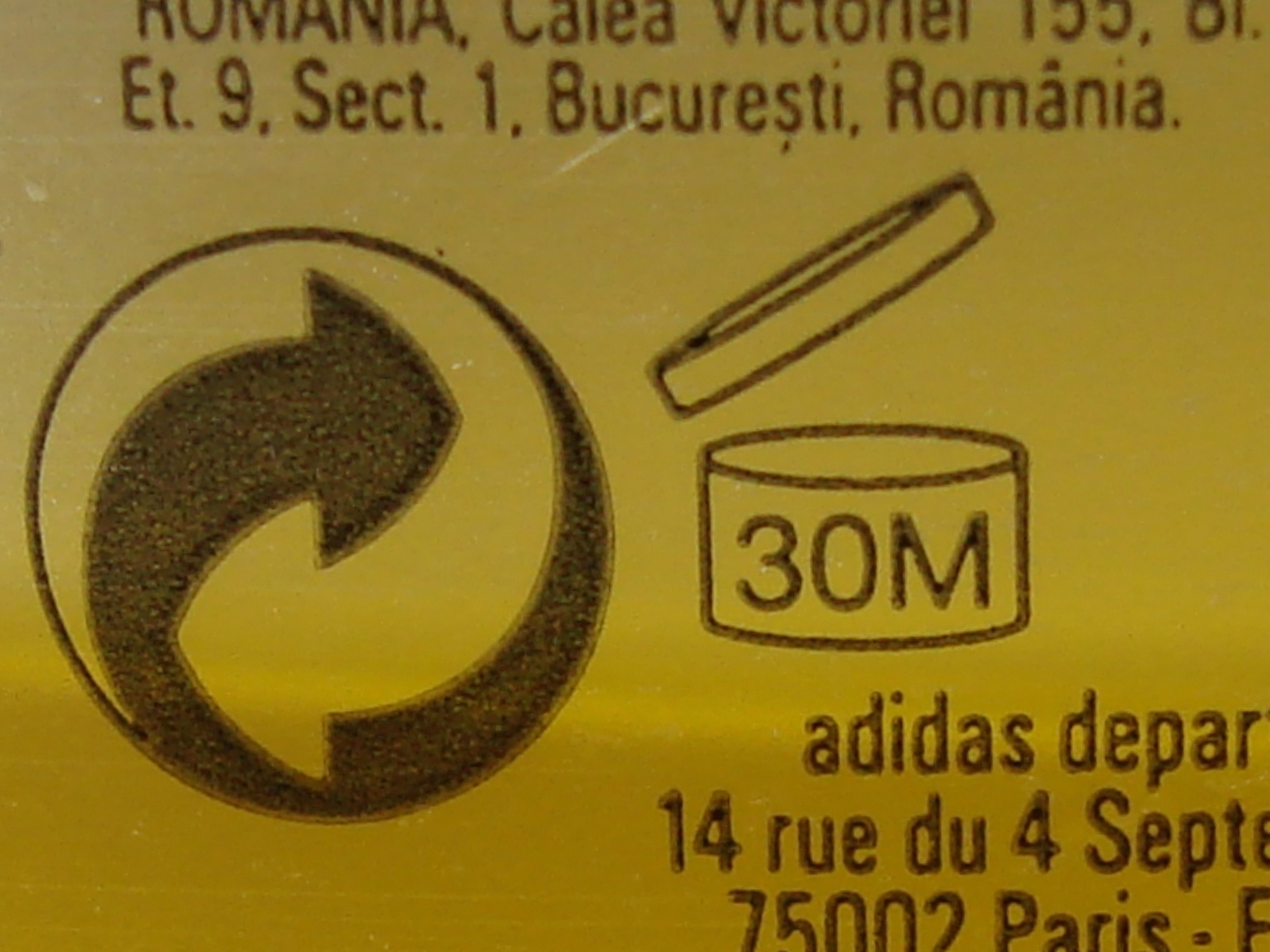